# Leucadendron spissifolium
Leucadendron spissifolium är en tvåhjärtbladig växtart. Leucadendron spissifolium ingår i släktet Leucadendron och familjen Proteaceae.

## Underarter
Arten delas in i följande underarter:
- L. s. fragrans
- L. s. natalense
- L. s. oribinum
- L. s. phillipsii
- L. s. spissifolium